# Amour (1970)
Amour ist ein dänisch-französischer Film aus dem Jahr 1970 von Gabriel Axel.

## Handlung
Diderik und Elise sitzen an ihrem 18. Hochzeitstag und gedenken der vielen wundervollen Jahre, die sie zusammen gelebt haben. Sie haben zwei Kinder – einen 17-jährigen Sohn und eine 16-jährige Tochter, mit denen sie zufrieden sind, obwohl sie möglicherweise von ihrem Wunsch nach Unabhängigkeit überrascht sind. Aber heute Abend sitzen sie am festlich gedeckten Esstisch und träumen…. Han selbst ist die Hauptfigur in seinem Traum, in dem es um den Krieger Diderik geht und der im Jahr 1200 spielt. Diderik hat wenig Sinn für Frauen. Die 18-jährige Gunelil ist ihm mit dem 20-jährigen Kjartan durchgebrannt. Diderik folgt ihnen und holt sie ein... Dieser kleine Traum endet nicht ganz so, wie Diderik es sich vorgestellt hat. Wir sind jetzt zurück beim Paar im gemütlichen Wohnzimmer. Er hat festgestellt, dass Gewalt keine Lösung ist. Sie schlägt vor, dass eine Frau, die ihrem Ehemann untreu sein soll, einen guten Grund dafür haben muss. Mal sehen, was sie träumt: 1910 ist die kokette Elisa mit dem schüchternen und sanften Hahnrei verheiratet, der alles versucht, um seine Frau zu behalten, aber es gelingt ihm nicht. Sie lässt alles und jeden in das Ehebett und in sich ein: ihren regelmäßigen Liebhaber, die Diebe, die das Besteck stehlen, den Kohlenmann, den Klempner, den Feuerwehrmann und den Polizeichef. Alle diese Herren zucken zusammen und verstecken sich unter dem Bett und im Schrank. Sie werden die falschen Klamotten anziehen, und die ganze Farce endet mit einer Torte, die nicht dort endet, wo man es erwarten könnte. Wir sind wieder beim Ehepaar, das sich anvertraut, dass sie manchmal davon träumen, jemand anderes zu sein als sie. Sie, eine Blondine, hat den Traum, die dunkelhaarige Femme Fatale zu sein, für die die Franzosen ein Sturmheilmittel machen. Er mag diesen Witz. Diderik hat auch davon geträumt, der verführerische und charmante Franzose zu sein. Als er eine wunderschöne Kamé-Halskette aus der Tasche zieht – ein Geschenk für den Hochzeitstag – ruft sie aus: „Gott weiß, wie viel Amour sie erlebt hat?“. Wir treten jetzt in den dritten und letzten Traum ein: Wir treffen den 20-jährigen schönen jungen Mann Philippe, der in Begleitung der etwas älteren Constance ein schönes Lied singt. Constance liebt ihren ebenfalls attraktiven Ehemann Adolphe, den sie eigentlich nicht betrügt und auch mit ihm ausgiebig Sex hat. Später liest Philippen Constance im Park zu ihren Füßen sitzend Gedichte von Alfred de Musset vor. Constances kann Philippes Sexappeal nicht widerstehen. Die große Beule in seiner engen Hose erregt sie. Selbst Adolphe macht eine Bemerkung, dass Philippe enorm gut ausgestattet ist, wie er in der Sauna bewundernd herausfindet. Die Versuchung ist zu groß: Constance arrangiert ein neues Treffen mit Philippe und sie landen im Ehebett. Adolphe das Gefühl, dass er wieder nach Hause gehen sollte. Er kommt rechtzeitig nach Hause, um zu sehen, wie Philippe sich in seiner Frau dem Liebesspiel hingibt. Er ist angesichts des nackten Philippe nun selbst sexuell von dem jungen Mann erregt. Was dann kommt, wird nicht mehr gezeigt. Die drei kleinen Geschichten enden im Schlafzimmer. Wir sind zurück bei Elise und Han. Er schläft viel zu früh und sie löscht sein Licht mit einem melancholischen Lächeln.

## Hintergrund
Amour, der 1970 bei den Festspielen von Cannes uraufgeführt wurde, ist die erste dänisch-französische Koproduktion. Die dritte Folge des Films ist die französische Sprache und verwendet französische Schauspieler: Philippe Étesse, Bernard Noël, Nadine Alari und Jacques Mauclair. Die Produktion kam zum Stillstand, obwohl Gabriel Axels vorheriger Film Det kære legetøj (Le Joujou cheri / Das liebste Spiel) in Frankreich verboten worden war. Zu Hause weigerte sich der Filmfonds, eine Produktionsgarantie für „Amour“ zu geben. Den Rezensenten gefiel im Allgemeinen die mittlere Geschichte. In Nebenrollen sind die beiden Olsenbande-Stars Ove Sprogøe und Morten Grunwald zu sehen.